# Тимарење коња
Тимарење коња је редовита активност нужна за правилно одржавање коња као што су чишћење, чешљање и украшавање косе и коже животиња, посебно коња и магараца. Тимањење има многе предности, као што су рано откривање болести код животиње, спречавање опекотина и повреда узрокованих трењем због прљаве коже и јачање везе између власника и животиње. Поред тога, дотјеривање се врши у припреми за емисије и такмичења.

## Њега коња
Тимарење коња треба обавити ујутро и изван штале. Најважнија корист од овога је да су животиње спријечене да гутају косу и прашину не загађујући ваздух штале. Тимарење треба обављати сваки дан ако је могуће, а ако то није могуће сваки дан, то треба урадити барем прије и послије сваког рада животиње. Тимарење коња помаже у спречавању болести.